# 7e régiment d'artillerie parachutiste à cheval (armée britannique)
Pour les articles homonymes, voir 7e régiment.

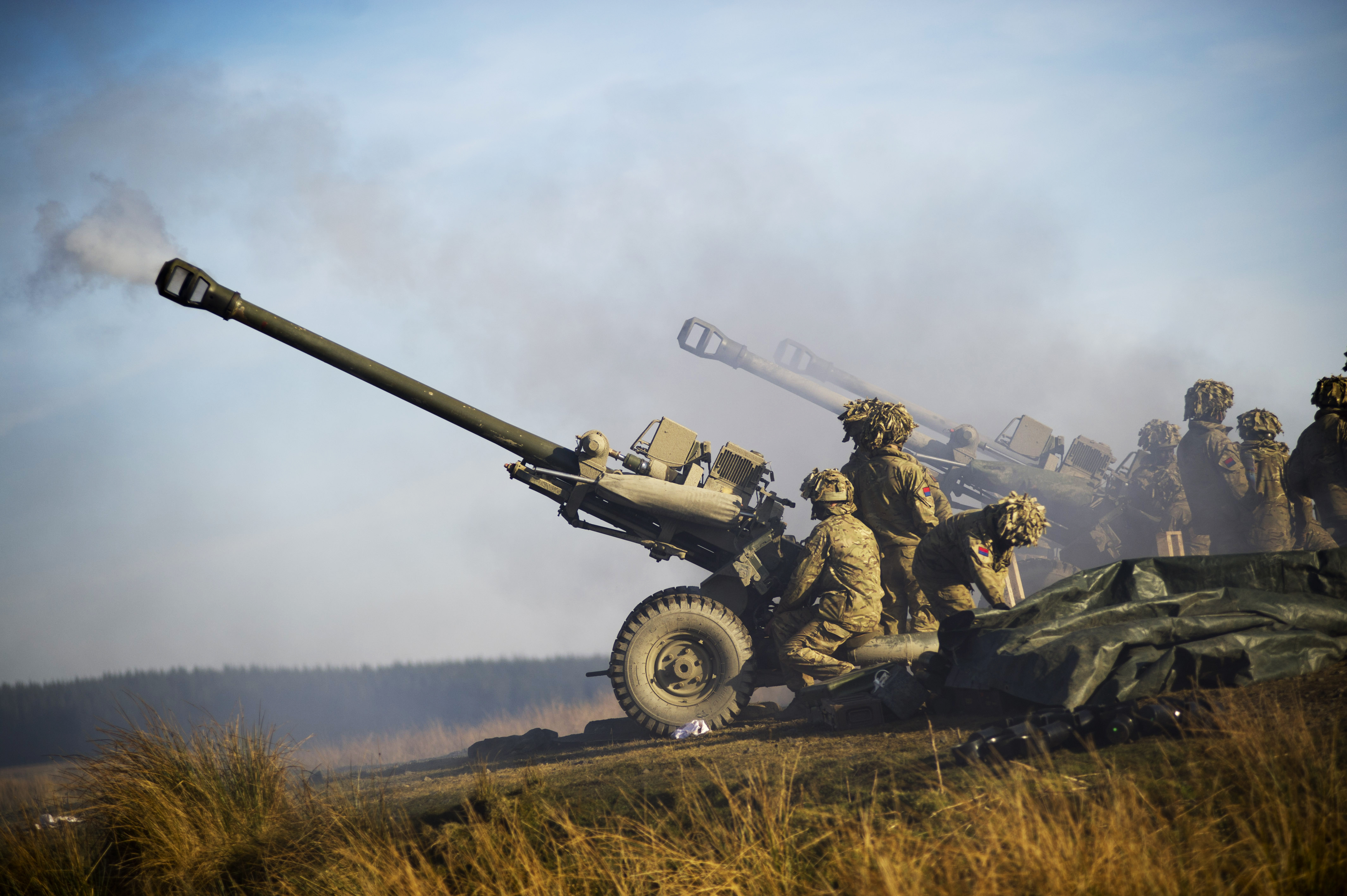
118 Light Gun

Le 7e Régiment d'artillerie parachutiste à cheval (ou 7th Parachute Regiment Royal Horse Artillery 7 Para RHA) est un régiment de la Royal Horse Artillery de l'armée britannique. c'est le régiment d'artillerie de campagne de la 16e Brigade d'assaut par air. Il est équipé de canons L118 Light Gun. 
Le régiment a été constitué en 1961 à partir de batteries existantes qui ont servi sans interruption depuis les guerres napoléoniennes.

## Histoire
Le régiment a été formé le 27 juin 1961 avec la nouvelle désignation du 33rd Parachute Light Regiment Royal Artillery en tant que 7th Parachute Regiment Royal Horse Artillery. Le régiment est d'abord intervenu au Moyen-Orient au Koweït en 1961, puis à Aden en 1963-1965 où il a été impliqué dans des combats acharnés dans les montagnes de Radfan. Les années 1970 et 80 ont vu le régiment participer à quatre tours en Irlande du Nord dans un rôle d'infanterie. Le régiment a brièvement perdu sa vocation aéroportée lorsqu'il a été envoyé en Allemagne avant de rejoindre, en 1984 la 5e Brigade aéroportée nouvellement formée et de retrouver la garnison d'Aldershot. 
En 1994, le régiment s'est déployé à Chypre dans le cadre de la mission des Nations Unies pour patrouiller dans la zone tampon entre les forces chypriotes et turques. Cela a été suivi en 1996-1997 avec deux déploiements de batteries en Bosnie dans le cadre de la mission de l'OTAN et de la campagne du Kosovo de 1999. 
Depuis la formation de la 16e Brigade d'assaut aérien en 1999, le 7 Para RHA a participé à de nombreuses opérations à l'étranger. La campagne en Sierra Leone à l'été 2000 a été suivie par Op Essential Harvest en Macédoine un an plus tard. Le régiment a également envoyé un certain nombre de troupes en Irlande du Nord en 2001 qui étaient à l'avant-garde des émeutes de Holy Cross cette année-là alors qu'elles étaient déployées avec le 1er Bataillon, le Royal Irish Regiment. Deux batteries furent déployées dans la région de Kaboul en Afghanistan au début de 2002. 
Dans l'après-midi du 19 mars 2003, le 7 RHA a tiré les premiers obus de la guerre en Irak. Le lendemain, il franchit la frontière en appui de l'US Marine Expeditionary Force I. Le régiment a joué un rôle déterminant dans la sécurisation des champs pétrolifères stratégiques de Rumalya et dans le soutien du MEF dans son déplacement vers le nord jusqu'à Nasiriyah,,,. 

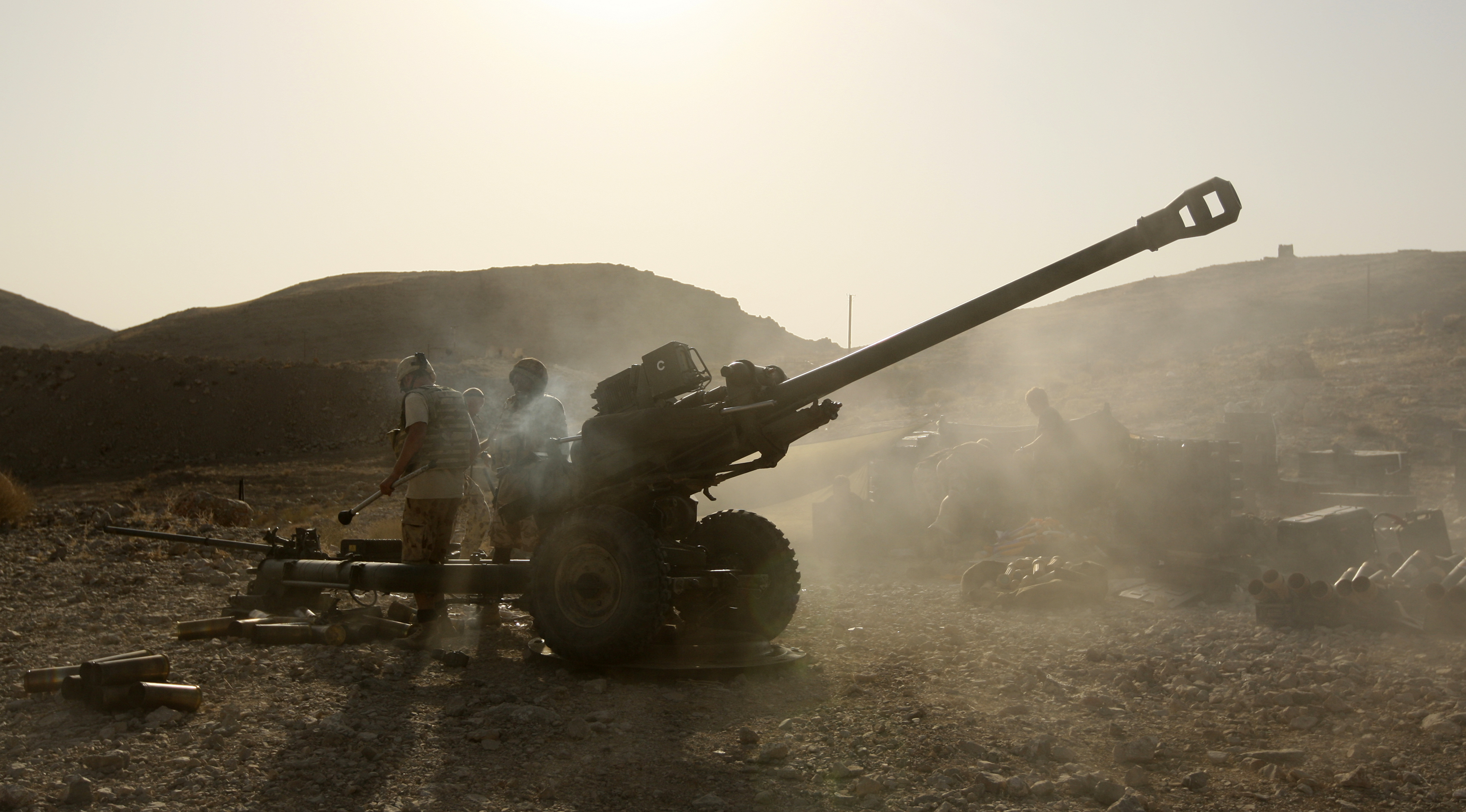
Le 7e Régiment de parachutistes du Royal Horse Artillery tire au canon de 105 mm sur les positions des talibans en Afghanistan en août 2008

À la fin de 2003, le régiment a déménagé d'Aldershot à Colchester pour rejoindre le reste de la 16e Brigade d'assaut par air. 2006 a vu la première des trois tournées du régiment en Afghanistan. Le premier d'entre eux a vu le régiment jouer un rôle clé dans la percée dans la province de Helmand. Cette tournée a attiré beaucoup d'attention du public et a souvent été décrite comme le combat le plus intense depuis la guerre de Corée des années 1950. Le régiment est revenu à Helmand deux ans plus tard et a de nouveau été impliqué dans de violents combats, culminant au cours de l'opération Eagle Summit pour déplacer une turbine depuis Kandahar le long d'une route fortement minée et farouchement défendue jusqu'au barrage de Kajaki. Le dernier déploiement du 7 RHA a été l'occasion de déployer les canons et les équipes d'appui-feu du régiment dans la province centrale de Helmand afin de fournir un soutien offensif à la 16e Brigade d'assaut aérien. 
En mai 2013, la batterie V a été dissoute. 
En septembre 2013, le régiment faisait partie de l'exercice Sphinx Resolve. 
À la suite de la réorganisation de l'armée dans le cadre du plan Armée 2020, la Honorable Artillery Company a formé une batterie, la A (1st City of London) Battery, pour fournir un élément de réserve au 7e RHA. Cette batterie est co-localisée avec RHQ HAC à Finsbury Barracks,.

## Batteries
Les batteries sont les suivantes : 
- Royal Horse artillery

## Voir également
- « 7th Parachute Regiment Royal Horse Artillery », British Army (consulté le 14 septembre 2018)